# سینه‌گاه
سینه‌گاه یا توراکس (Thorax) بخشی از بدن جانوران است که بین سر و شکم قرار دارد، سینه‌گاه در پستانداران توسط استخوان جناغ سینه، ستون مهره‌ها و دنده‌ها تشکیل شده. سینه‌گاه از گردن تا دیافراگم امتداد دارد.
سینه‌گاه در کالبدشناسی، اندام فوقانی را شامل نمی‌شود. قلب و شش‌ها درون حفرهٔ قفسهٔ سینه قرار دارند علاوه بر بسیاری از رگ‌های خونی که در آن قرار دارند.

## در حشرات
در حشرات، سینه‌گاه جزو سه قسمت اصلی بدن آنهاست و قسمتی است که بال‌های حشرات به پاهای آنان متصل می‌شود.
در حشرات سینه‌گاه از سه بخش قفسه پیش‌سینه prothorax، میان‌سینه mesothorax و پس‌سینه metathorax تشکیل شده است.
به هر یک از این بخش‌های یادشده یک جفت پا و در حشرات بالدار به میان‌سینه و پس‌سینه، هر کدام یک جفت بال متصل است. و در حشرات امروزی پیش‌سینه فاقد بال است، هر چند که نمونه‌های فسیلی حاکی از وجود یک جفت بال نیز در حشرات قدیمی است. پاها نیز دارای ساختمان مفصلی و بند بند هستند. همچنین سینه‌گاه از بند دوم و گاهی از بند اول در هر بند دارای یک زوج سوراخ تنفسی می‌باشند که تا بندهای انتهایی شکم (هشتم) به همین شکل ادامه پیدا می‌کنند.

## اجزا

اجزای سینه‌گاه یک مگس:
۱ = سپرچه جلویی prescutum
۲ = سپرچه میانی scutum
۳ = سپرچه پشتی scutellum
۴ = کنارپوش جلویی propleuron
۵ = کنارپوش میانی mesopleuron
۶ = کنارپوش پشتی metapleuron
۷ = جناغ‌پوش جلویی prosternum
۸ = جناغ‌پوش میانی mesosternum
۹ = جناغ‌پوش پشتی metasternum